# Saška (volilna kneževina)
Volilna kneževina, vojvodina Saška, tudi Volilna Saška (nemško: Kursachsen), je bila vladavina saškega vojvode in volilnega kneza v obdobju 1356-1806, približno na ozemlju današnje (Zgornje) Saške in Turingije.
Volilna Saška je bila ena najvplivnejših kneževin Svetega rimskega cesarstva. Plodno zemljišče in rudna bogastva v Češkem Rudogorju so ji omogočila hiter gospodarski razvoj. Volilni knez Friderik III., Modri, je podpiral in ščitil Lutra. Njegovi nasledniki so se oprijeli strogega luteranstva, kar jim je odvzelo vodilno vlogo v nemškem protestantskem gibanju. Močno opustošena v tridesetletni vojni se je kneževina gospodarsko dokaj hitro opomogla in postala za nekaj časa najbolj razvita in kulturna dežela v Nemčiji (dresdenski barok, Johann Sebastian Bach). Politično pa so bili saški knezi neodločni in so se prilagajali močnim sosedom. Poskus Friderika Avgusta I., da bi z nakupom poljske krone vstopil med najmočnejše politične igralce, se ni posrečil. Nasprotno, finančno je deželo oslabil in jo zapletel v nove mednarodne konflikte. Sredi sporov med Prusijo, Avstrijo in Francijo se knezi niso najbolje znašli. Po razpadu Svetega rimskega cesarstva je naslednica kneževine, kraljevina Saška, morala več kot polovico svojega ozemlja prepustiti Prusiji.

## Zgodovinsko ozadje
Volilna kneževina, vojvodina Saška (kratko: Volilna Saška) je ležala zunaj ozemlja plemenske vojvodine Saške, katere ime je nosila. Bila je naslednica kar treh predhodnih vladavin, ki so bile:
1. Plemenska vojvodina Saška, ki je od 9. do 12. stoletja zavzemala ozemlje med spodnjim Renom in Labo. Potem ko je bila odvzeta zadnjemu saškemu vojvodi Henriku Levu in razkosana, so saško vojvodsko oblast podedovali Askanijci z vojvodinama Saška-Lauenburg in Saška-Wittenberg (zeleno pobarvani na zemljevidu Arhivirano 2015-11-05 na Wayback Machine. za čas okrog leta 1235). Po slednji je Volilna Saška podedovala vojvodsko oblast.

1. Palatinska grofija Saška, ki jo je ustanovil Oton I. Veliki za svojega palatinskega grofa Adalbera (†982) na jugu plemenske vojvodine Saške, z razmeroma malo posesti v porečju reke Unstrut (med Allstedtom in Freyburgom). Na palatinsko grofijo je bila vezana tudi čast volilnega kneza, t. j. pravica da njen gospodar voli nemškega kralja. Grofija je v naslednjih desetletjih velikokrat menjala gospodarje. Od leta 1291 so ji vladali mejni grofje Brandenburški, ki so bili tudi askanijskega rodu. Volilna Saška je od nje podedovala čast volilnega kneza.

1. Mejna grofija Meißen, po kateri je Volilna Saška podedovala večino ozemlja. -- Ozemlje grofije med rekama Saalo in Labo so v začetku 10. stoletja naseljevali Slovani, predniki Lužiških Srbov. Okrog leta 930, za časa nemškega kralja Henrika I., so z zahoda zavzeli ozemlje nemški osvajalci in za njimi priseljenci, ki so krčili nove predele. Vzporedno z naseljevanjem je potekalo pokristjanjevanje. Ustanovljene so bile škofije Merseburg, Zeitz, Meißen. Prvotne mejne grofije so bile proti koncu stoletja združene v marko Meißen, ki jo je koncem 11. stoletja dobila v fevd rodbina Wettincev. Plodna zemlja in najdišče srebra v Češkem Rudogorju (Erzgebirge) in Vogtlandu so pripomogli k hitri gospodarski rasti in razvoju mest, med katerimi so bila Leipzig, Freiberg, Dresden. V turinško-hessenski nasledstveni vojni so Wettinci leta 1247 pridobili še grofijo Turingijo. Friderik IV. Meißenski, Prepirljivi, je v husitskih vojnah sodeloval s cesarjem Sigismundom Luksemburškim in mu priznaval pravico do češke krone, za kar ga je ta leta 1423 nagradil s kneževino Saško.

Ime Saška, ki je bilo prvotno vezano na ozemlje današnje Spodnje Saške, je tako prevzelo ozemlje (Zgornje) Saške.

## Volilna kneževina, vojvodina Saška pod vladavino Askanijcev (1356-1422)
Leta 1356 je cesar Karel IV. vojvodino Saško-Wittenberg in palatinsko grofijo Saško združil in jima z zlato bulo potrdil mesto v kolegiju volilnih knezov; nastala je volilna kneževina, vojvodina Saška. Njeno ozemlje (na katerega se kasneje sklicujemo kot na volilno deželo Saško), je bilo še vedno razmeroma majhno. Askanijci so mu vladali do leta 1422, ko je knez in vojvoda Albert III. ostal brez naslednikov. Vzporedna askanijska veja iz Lauenburga ni uspela v potegovanju za nasledstvo, ker je cesar Sigismund Luksemburški želel nagraditi rodbino Wettincev za sodelovanje v husitskih vojnah in je vojvodino, kot izpraznjeni fevd, dal Frideriku IV. Meißenskemu; ta je pridobljeno ozemlje kasneje tudi znal ubraniti pred tekmeci.

## Nastop rodbine Wettincev, združitev z mejno grofij Meißen in grofijo Turingijo (1423-85)
S podelitvijo fevda je mejni grof Friderik IV. Meißenski postal prvi wettinski volilni knez in vojvoda Friderik I. Saški (1423-1428). Ime Saška se odtlej uporablja v širšem smislu za vse wettinske posesti, tudi meißenske in turinške. Wettinski vojvode so postali eni najpomembnejših knezov Svetega rimskega cesarstva.
Dežela pa ni postala pomembna le zaradi svoje velikosti, ampak tudi zaradi svoje gospodarske moči. Velike dohodke so prinašali rudniki srebra. Leipzig, kjer je bila leta 1409 ustanovljena univerza, je postal eno najbolj živahnih trgovskih središč v cesarstvu. Že v 14. stoletju je bila vpeljana po deželi razvejana uprava, ki je s stalnimi davki dvoru zagotavljala zanesljive dohodke. Trgovina in rudarstvo sta vzpodbujala tudi druge gospodarske dejavnosti. Meißenski groši, skovani v centralni kovnici denarja v Freibergu, so bili cenjena valuta tudi daleč od Saške.

## Delitev posesti in nasprotja v rodbini (1485-1555)
Leta 1485 sta se brata Ernest in Albert sporazumela o delitvi vojvodine (Leipziška delitev). Ernest (†1486) je postal volilni knez; dobil je volilno deželo Saško, srednjo in južno Turingijo, pretežni del Osterlanda in Vogtland. Njegov brat vojvoda Albert Srčni (†1500) je dobil mejno grofijo Meißen, manjši del Osterlanda okrog Leipziga in severno Turingijo. Odtlej govorimo o dveh vejah Wettincev, ernestinski s prestolnico v Weimarju in albertinski s prestolnico v Dresdnu.
Proti koncu 15. stoletja so z odkritjem novih nahajališč srebra nastala v zgornjem Češkem Rudogorju nova mesta Annaberg-Buchholz, Schneeberg, Marienberg. Leipzig je dobil dovoljenje za organiziranje semnjev in s tem osrednji položaj v gospodarstvu na vzhodu cesarstva.
V ernestinski veji je Ernestov sin in naslednik, volilni knez Friderik III. Modri (1486-1525), leta 1502 ustanovil visoko šolo v Wittenbergu; tu se je reformacija začela, kar je Saško pripeljalo v središče evropske pozornosti. Friderik Modri je podpiral in ščitil Lutra. Za dvornega slikarja je nastavil Lucasa Cranacha starejšega. Njegov brat in naslednik volilni knez Ivan Stanovitni (1525-32) je leta 1527 zasnoval prvo luteransko deželno cerkev (katere vodja je bil knez sam). Za zaščito protestantskega gibanja pred vojaškimi napadi s strani katolikov je leta 1530, skupaj z deželnim grofom Filipom I. Hessenskim, ustanovil šmalkaldensko zvezo protestantskih državnih stanov.
V albertinski veji se je vojvoda Jurij Bradati (1500-39), sin Alberta Srčnega, po začetni naklonjenosti odvrnil od Lutra. V albertinsko vojvodino je vpeljal protestantizem šele njegov brat in naslednik Henrik V. Pobožni (1539-41). Slednjega je nasledil sin Mavricij.
Napetosti med šmalkaldensko zvezo in cesarjem Karlom V. so leta 1546 pripeljale do šmalkaldenske vojne, ki jo je leta 1547 zveza izgubila. Sin Ivana Stanovitnega, Ivan Friderik I. Velikodušni (1532-47, †1554) se je moral odpovedati naslovu volilnega kneza in večji del ernestinskih posesti odstopiti bratrancu Mavriciju (volilni knez v letih 1547-53), ki se je, čeprav protestant, v vojni boril na strani cesarja. Ivanu Frideriku so ostale le turinške posesti, ki so bile po njegovi smrti razdeljene med njegove sinove.

## Mirno obdobje po augsburškem verskem miru in tridesetletna vojna (1555-1648)
Mavricija je nasledil brat, volilni knez Avgust (1553-86). Držal se je določil augsburškega verskega miru (1555) in dopuščal v deželi le ortodoksno luteranstvo, ki ga je skušal poenotiti. Strinjal se je s cesarjem, da kalvinizma nebi smeli uvrstiti med dopustne državne vere. Cesar Ferdinand I. mu je v zameno za takšno držo pustil proste roke pri sekularizaciji škofij Meißen, Merseburg in Naumburg, ki jih je knez vključil v posesti albertinske države. Vladal je dokaj svobodno, skoraj ni skliceval deželnih stanov in ni jim pustil vmešavati se v upravljanje. Mirno obdobje in premišljene gospodarske reforme so ugodno vplivale na razvoj dežele in polnile državno blagajno. Edina kovnica denarja je bila knežja v Dresdnu.
Prohabsburška politika pa je po drugi strani politično ločevala vojvodino od ostalih protestantskih dežel. Poskus preobrata v kalvinizem pod Avgustovim naslednikom, sinom Kristijanom I. (1586-91), in navezave na vseprotestantsko gibanje v Nemčiji, se zaradi odpora deželnih stanov in duhovščine ni posrečil. V začetku 17. stoletja so se začeli pojavljati znaki gospodarske krize.
Volilni knez Ivan Jurij I. (1611-56), drugi sina Kristijana I. (nasledil je starejšega brata Kristijana II.), je ob izbruhu sovražnosti na začetku tridesetletne vojne za cesarja Ferdinanda II. zavzel Zgornjo in Spodnjo Lužico. Ker mu cesar stroškov vojne operacije ni mogel plačati, mu je deželi prepustil v fevd. Kasneje, ko so bili Švedi že na saški meji, je Saška prestopila na švedsko stran. Mir v Pragi leta 1635 ji je priznal obe Lužici in magdeburško škofijo (ki pa je bila z vestfalskim mirom obljubljena Brandenburgu, a šele po smrti saškega upravnika mesta, kar se je zgodilo leta 1680). Wettinci so izgubili vodilno vlogo v protestantskem taboru.

## Vzpon gospodarstva in kulture, pridobitev poljske krone (1648-1733)
Po tridesetletni vojni je bila dežela obubožana, življenje je izgubilo veliko ljudi, vendar se je dvigala hitreje kot druge dežele cesarstva, zaradi rodovitne zemlje, rudnih bogastev, pridnih ljudi in protestantskih priseljencev iz habsburških ozemelj, ki so s seboj prinašali tudi znanje. Knez je postal, bolj kot prej, odvisen od deželnih stanov. Ivan Jurij I. je v svoji oporoki dele ozemlja zapustil svojim trem mlajšim sinovom, tako da so se od Volilne Saške odcepile vojvodine Saška-Weißenfels, Saška-Merseburg in Saška-Zeitz. Leta 1680 je tudi nadškofija Magdeburg prešla pod Brandenburg.
Kneževina se je spet razcvetela za časa kneza Friderika Avgusta I. (1694-1733), pravnuka Ivana Jurija I. S centralizacijo uprave, davčno reformo, ustanovitvijo prve državne banke v nemškem prostoru, z načrtnim vzpodbujanjem gospodarskih dejavnosti, zlasti tistih, ki so omogočale izvoz, je knezu uspelo neformalno ustvariti absolutistično državo, v kateri stanovi praktično niso imeli vpliva. Leta 1697 je prestopil v katoliško vero in si s podkupovanjem poljskega plemstva in cerkvenih veljakov ter z diplomacijo zagotovil poljsko krono; postal je poljski kralj Avgust II. (kralj je bil v letih 1697-1706 in 1709-33). Ta vloga ga je zapletla veliko nordijsko vojno. Po porazu proti Švedom se je moral za tri leta odpovedati poljski kroni, potem pa si jo je spet pridobil, a jo je lahko obdržal le s prostovoljnim omejevanjem kraljeve moči. Izdatki za poljsko krono so prizadeli saško državno blagajno in zadolžili državo, kar je vodilo do odprodaje nekaterih ozemelj. Volilni Saški pa se je po izumrtju lastnikov spet priključila vojvodina Saška-Zeitz. Dresden je postal center države in kulturno središče. Zgradili so odlične zgradbe dresdenskega baroka (npr. dresdenski Zwinger).

## Razcvet umetnosti ter politično in gospodarsko propadanje kneževine(1733-1806)
Po smrti Avgusta Močnega je prišlo do poljske nasledstvene vojne (1733-35/38). Njegov sin in naslednik, Friderik Avgust II. (1733-63), je ob podpori Rusije in Avstrije kot Avgust III. lahko obdržal poljski prestol. Vladne posle na Saškem je prepustil grofu Henriku von Brühlu. Ta je po okusu kneza veliko vlagal v prestižne zgradbe, umetnost in kulturo (gradnje v Dresdnu, glasbeni dosežki J. S. Bacha). S svojo sovražno politiko do Prusije je pomagal potegniti Saško v pogubno sedemletno vojno (1756-63), med katero je dokončno dobila status drugorazredne politične sile, za Prusijo in Avstrijo.
Knez Friderik Avgust III. ( od 1763), vnuk Friderika Avgusta II., je leta 1785 pristopil k zvezi knezov, ki jo je vodila Prusija. Dežela se je koncem 18. stoletja ob načelih merkantilizma, hitrem porastu manufakturne proizvodnje (zlasti tekstila in pletenja nogavic) in trgovine gospodarsko in finančno spet opomogla.

## Nastanek kraljevine Saške (1806)
Z razpadom Svetega rimskega cesarstva je volilna kneževina izgubila svojo osnovo. Še leta 1806 se je borila proti Francozom pri Jeni. V decembru 1806 je Friderik Avgust III. sklenil z Napoleonom mir v Posnu in vključil vojvodino Saško v Rensko zvezo, kar mu je prineslo kraljevi naslov, postal je saški kralj Friderik Avgust I. (1806-27). Z Napoleonovim porazom v pokolu narodov pri Leipzigu je postal v oktobru 1813 ujetnik zaveznikov, dežela pa je prišla pod upravo ruskega in potem pruskega guvernerja.
Z dunajskim kongresom (1815) je več kot polovica kraljevine Saške (severni del) pripadla Prusiji. Wettinci so vladali na preostalem ozemlju do konca obstoja kraljevine, t. j. do leta 1918.